# روکا دی کاوه
روکا دی کاوه (به ایتالیایی: Rocca di Cave) یک کومونه در ایتالیا است که در استان رم واقع شده‌است. روکا دی کاوه ۱۱٫۱ کیلومتر مربع مساحت و ۳۸۱ نفر جمعیت دارد و ۹۳۳ متر بالاتر از سطح دریا واقع شده‌است.